# Jacques Cathelineau
Jacques Cathelineau, född 5 januari 1759 i Le Pin-en-Mauges i Frankrike, död 11 juli 1793 i Saint-Florent-le-Vieil i Frankrike, var en fransk militär och generalissimo i den katolska och kungliga armén. Han var en av franska Vendéan-upprorets ledare under revolutionen och känd bland sina anhängare som Saint of Anjou.

## Biografi
Född i Le Pin-en-Mauges, i den landsdel som nu bildar departementet Maine-et-Loire, blev han välkänd i Anjou, en region i vilket han reste som gårdfarihandlare och påstådd återförsäljare i smuggelvaror. Han var en troende katolik och stödde kyrkans traditionella roll i det franska samhället. Hans stora fysiska styrka, karisma och fromhet gjorde det möjligt för honom att skaffa sig respekt hos andra vendeaner.
Under de första året av revolutionen anslöt sig Cathelineau till ett antal vendeanska bönder som upprördes av prästerskapets civila konstitution, lagförslaget och avrättningen av Frankrikes kung Louis XVI. Han samlade en armé av bönder och förde ett privat krig mot den första franska republikens regering.

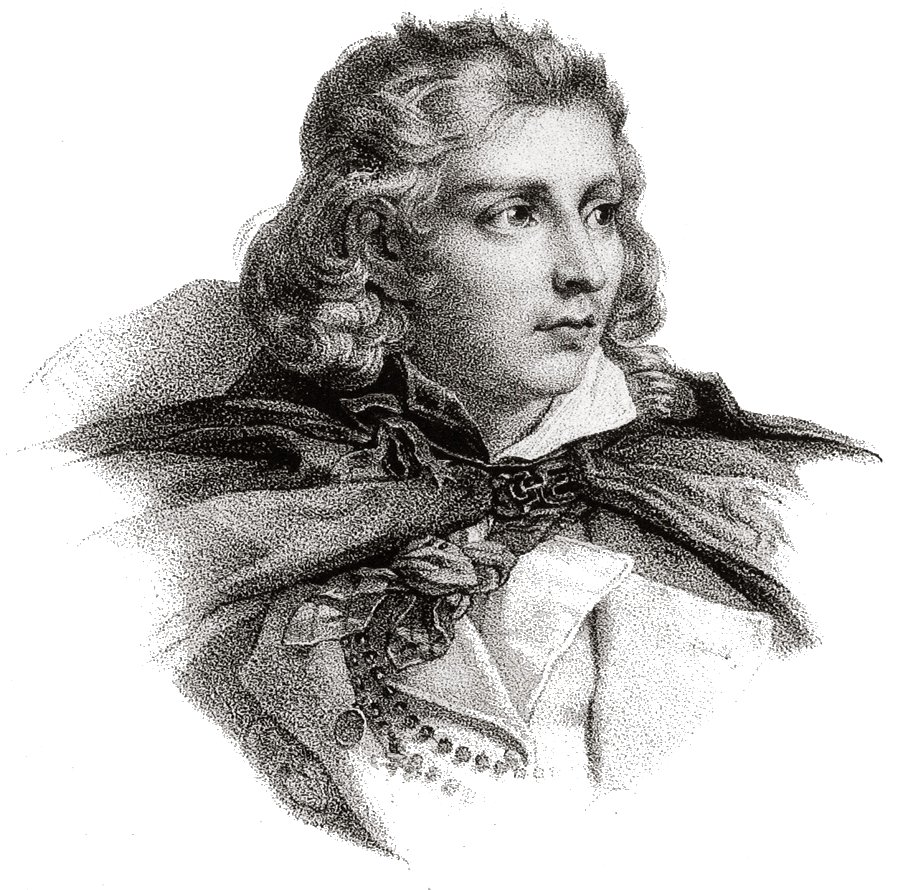
Gravyr av Jacques Cathelineau.

### Uppror
När kriget utvecklades blev vendéerna upprörda över massakrerna och grymheterna som begåtts av revolutionärerna mot både katolska präster och andra vendéer. Den 10 mars 1793 gjorde unga människor från distriktet Saint-Florent-le-Vieil uppror mot den nationella kongressen och slog ned och skingrade den lokala väpnade styrkan. Efter att ha fått kännedom om dessa händelser lämnade Cathelineau sin stuga, samlade sina grannar och övertygade dem om att det enda sättet att få slut på terrorns härjning var att resa vapen och attackera republikanerna. Han tog initiativ till att samla alla stridsdugliga män från sin by för att konfrontera republikanerna. Den 12 mars följde tjugosju unga män honom, i all hast beväpnade med alla vapen de kunde hitta och marscherade vidare mot Jallais, larmade och rekryterade en skara bönder.

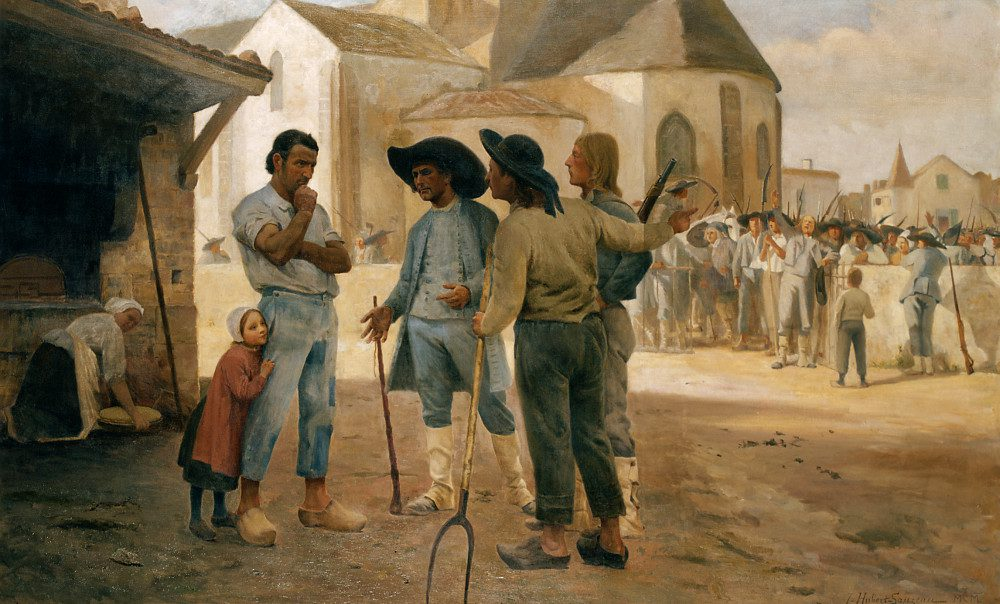
Vendeanerna ber Cathelineau leda upproret, av Jules Gabriel Hubert-Sauzeau, 1900.

Anlända till Jallais den 13 mars, försvarad av 80 republikaner och en kanon, intog han slottet och erövrade kanonen – känd för vendéanerna som "Missionären". Snart intogs också staden Chemillé den 14 mars och många fler volontärer kom för att förstärka Cathelineaus trupper. Den 14 mars hade han redan 3 000 man under vapen, och med hjälp av Jean-Nicolas Stofflet marscherade han mot Cholet där han åter segrade. Därefter gick de i kraft med de andra Vendéan-ledarna Charles de Bonchamps och Maurice d'Elbée. Cathelineau fortsatte att ha ett stort inflytande på bönderna när royalisterna intagit Vihiers och Chalonnes. Kampanjen avbröts sedan när upprorsmakarna återvände hem för att fira påsk.
Den 9 april var hans män under vapen igen, men han var tvungen att lämna Chemillé och dra sig tillbaka till Tiffauges. Med 3 000 man gick han i förbund med Stofflet och tog Cholet, Vihiers och Chalonnes. Han intog Beaupréau den 23 april och vann slaget vid Thouars den 5 maj. Efter att ha tryckts tillbaka till La Châtaigneraie den 14 maj besegrades vendéerna i Fontenay-le-Comte av general Alexis Chalbos den 16 maj. Cathelineau tog dock tillbaka genom att besegra republikanerna vid Montreuil-Bellay och Saumur den 9 juni 1793.
Efter slaget vid Saumur och erövringen av staden hade upproret tagit så stor vikt att royalisternas ansåg det vara nödvändigt att säkerställa överenskommelsen om deras operationer och ge befälet till en ledare. Uppskattad av trupperna utropades Cathelineau av Louis Marie de Lescure och Maurice d'Elbée till generalissimo för den katolska och kungliga armén av de församlade ledarna i Vendée den 12 juni 1793. Bönderna inspirerades vidare av att en av dem fick arméns befäl.

### Död

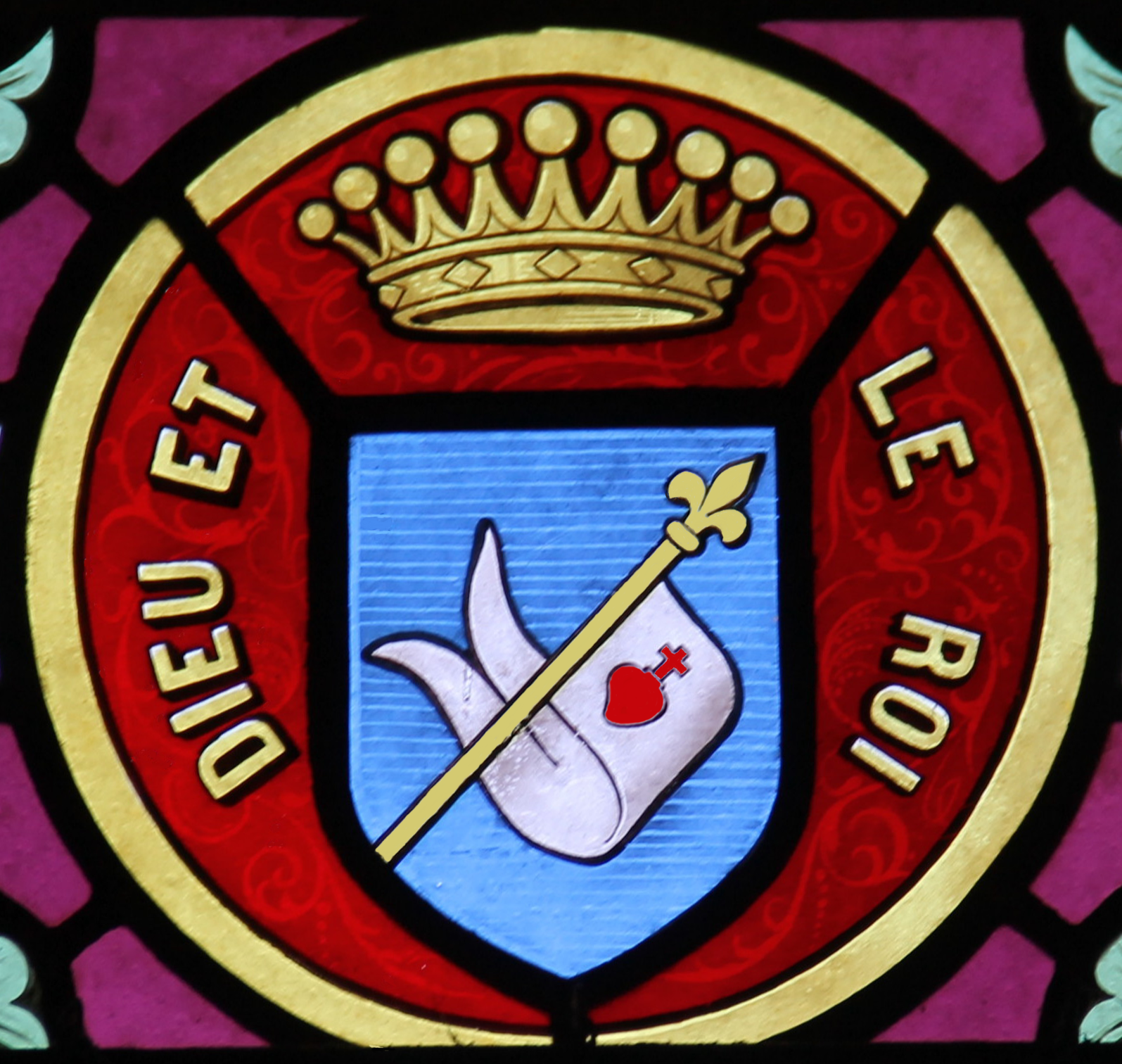
Cathelineaus familjevapen.

Efter att ha passerat Angers den 23 juni 1793 utan svårigheter ledde den kombinerade katolska och kungliga armén stormningen av Nantes den 29 juni. Cathelineau kom till staden Nantes i spetsen för 40 000 män, medan Charette hjälpte honom med 10 000 upproriska män från Retz och Bas-Poitou. Cathelineau hade kommit in i staden trots motståndet från general Jean-Baptiste Canclaux och angripit porten till Rennes. Medan han trängde igenom Place Viarme skadades han dödligt av en prickskytt. Med deras ledare satt ur spel besegrades Vendéan-armén och delades snart in i fraktioner. Han fördes till Saint-Florent-le-Vieil, där han dog av sina skador den 14 juli 1793. Hans kropp ligger i Cathelineau-kapellet i Saint-Florent.

## Kanonisering
Med tanke på den stora fromhet och mod som Cathelineau visade för att försvara tron föreslogs hans saliggörelse i slutet av 1800-talet. De mest informativa delarna av stiftprocessen förlorades dock i en brand i biskopsarkivet i Angers under bombningen 1944. Han är fortfarande vördad som en helig man, även om han inte erkänns som sådan av kyrkan.